# Solid Silver
Albums de Quicksilver Messenger Service
Comin' Thru
(1972) Peace by Piece
(1986)
Solid Silver est le huitième album du groupe de rock psychédélique Quicksilver Messenger Service, sorti en 1975. Il marque l'éphémère réunion des cinq membres fondateurs du groupe.

## Titres
1. Gypsy Lights (Duncan) – 3:40
2. Heebie Jeebies (Cipollina) – 4:15
3. Cowboy On The Run (Valenti) – 3:13
4. I Heard You Singing (Freiberg, Hunter) – 3:48
5. Worryin' Shoes (Valenti) – 3:25
6. The Letter (Valenti) – 4:06
7. They Don't Know (Duncan) – 3:54
8. Flames (Cipollina, Valenti) – 4:20
9. Witches Moon (Valenti) – 2:59
10. Bittersweet Love (Duncan, Valenti) – 4:23

## Musiciens

### Quicksilver Messenger Service
- John Cipollina : chant, guitares
- Gary Duncan : chant, guitares
- Greg Elmore : batterie
- David Freiberg : chant, basse
- Dino Valenti : chant, guitare

### Musiciens supplémentaires
- Nicky Hopkins, Pete Sears : piano
- Michael Lewis : piano, orgue, synthétiseur
- Skip Olson, Mario Cipollina : basse
- Kathi McDonald : chant